# Commander Keen in Goodbye, Galaxy!
Commander Keen in Goodbye, Galaxy! — компьютерная игра из двух эпизодов в жанре платформера. Третья по счёту игра в серии Commander Keen, разработанная id Software и выпущенная Apogee Software в 1991 году для DOS. Она состоит из пятого и шестого эпизодов серии Commander Keen — Secret of the Oracle и The Armageddon Machine, однако они пронумерованы как четвёртый и пятый, поскольку игра Commander Keen in Keen Dreams находится вне основной сюжетной линии. Игра рассказывает о восьмилетнем мальчике Коммандере Кине и его похождениях по Землям Теней ради спасения членов Совета, которые могли бы узнать у Оракула ответ на вопрос о том, каким способом Шикади хотят уничтожить галактику. После этого начинается вторая часть игры, в которой Кин должен уничтожить Машину Армагеддона и остановить Шикади.
После успеха предыдущей игры серии, Commander Keen in Invasion of the Vorticons, разработчики игры, программисты Джон Кармак и Джон Ромеро, дизайнер Том Холл и художник Адриан Кармак, ушли из Softdisk и основали свою компанию id Software. После создания прототипа в виде игры Keen Dreams, в которой были отработаны изменения игрового процесса, параллаксовый скроллинг и улучшения графики, команда взялась за разработку трилогии эпизодов с июня по декабрь 1991 года. Во время разработки последний эпизод был выделен в отдельную игру, Commander Keen in Aliens Ate My Babysitter, и Goodbye, Galaxy вышла в виде пары эпизодов, а не трилогии.
Продажи Goobye, Galaxy вначале уступали первой трилогии, что при модели условно-бесплатного распространения связывалось издателем с отсутствием полной трилогии. Однако эта пара эпизодов потом считалась «самым горячим товаром Apogee». Обзоры серии хвалили сложность игры и юмор в графике и игровом процессе, особенно в первом эпизоде, Secret of the Oracle. Хотя была запланирована ещё одна игра в серии Keen, под названием The Universe Is Toast, во время разработки Goodbye, Galaxy компания id Software начала работу над игрой Wolfenstein 3D, и её успех привёл к отмене всех планов по продолжению.

## Игровой процесс

Один из первых уровней Goodbye, Galaxy. Кин прыгнул высоко на пого-стике для того, чтобы собрать капли. Снизу два противника, один из них оглушён, и оглушение показано кружащимися звёздочками. В левом верхнем углу находится интерфейс, на первой строке которого отображаются очки, а на втором оставшиеся жизни и количество зарядов для оглушающего пистолета

Оба эпизода Commander Keen in Goodbye, Galaxy являются платформерами, выполненными в двухмерной графике с боковой прокруткой. Большая часть игры происходит с видом сбоку, и игрок управляет Коммандером Кином в двумерной плоскости. Игрок может двигаться влево и вправо, прыгать и использовать пого-стик для больших прыжков в высоту. Уровни состоят из платформ с видом чуть сверху, что даёт игре псевдотрёхмерный вид, а некоторые платформы позволяют Кину запрыгивать на них снизу. Также на уровнях имеются пожарные шесты, по которым Кин может спускаться и подниматься. Персонаж может цепляться за края платформ и таким образом забираться на них. После входа на уровень его можно покинуть только дойдя до его конца, однако в отличие от предыдущей трилогии эпизодов, Commander Keen in Invasion of the Vorticons, игрок может сохранять игру в любой момент. Между уровнями игрок перемещается по двухмерной карте мира с видом сверху. Некоторые уровни необязательны и могут быть пропущены.
Эпизоды различаются набором противников, которых игрок должен оглушать или избегать. Первый эпизод содержит множество инопланетных существ, таких как большие слизняки, гигантские прыгающие грибы и летучие мыши, в то время как второй содержит различные типы роботов и существ из энергии. Уровни содержат различные опасности, такие как ловушки, стреляющие дротиками, и огонь. Прикосновение к любой опасности или противнику лишает Кина одной жизни, а в случае утраты всех жизней игра заканчивается. В игре имеются три уровня сложности, от которых зависит количество и тип противников на уровнях. В то время как в Vorticons использовалась лучевая пушка, а в Keen Dreams шарики, которые временно оглушали противников, в Goodbye, Galaxy появился оглушающий пистолет, который оглушает большинство противников до конца уровня. Для различных видов противников количество попаданий, требуемое для оглушения, различается; при этом некоторые противники обладают иммунитетом. На уровнях разложена еда, при сборе которой игроку начисляются очки, и при наборе достаточного количества даётся дополнительная жизнь. Кроме этого, на некоторых уровнях находятся цветные ключи, которые открывают доступ к закрытым частям уровня.

## Сюжет
Игра разделена на два эпизода — Secret of the Oracle и The Armageddon Machine. В первом эпизоде, победив Великий интеллект и защитив Землю от уничтожения в Invasion of the Vorticons, восьмилетний ребёнок-гений Билли Блейз строит рацию с возможностью передачи данных быстрее света. Закончив её, он получает по ней передачу, в которой сообщается, что раса инопланетян, известных как Шикади, планирует уничтожить галактику. Надев свой шлем, Кин замораживает своих родителей своей оглушающей пушкой и улетает на планету Гностикус IV, на которой живут Оракул и ухаживающие за ним Гностикены. Целью его визита было желание задать вопрос Оракулу и узнать, кто такие Шикади и как они планируют уничтожить галактику. По прибытии его встречает Консул Паж из Совета, который сообщает тому, что бессмертные члены совета были похищены и отправлены в Земли Теней далеко на запад. Кин посещает все аванпосты и храмы Земли Теней, спасая всех членов Совета. После этого все члены Совета собираются у машины Оракула и включают его. Оракул сообщает Кину, что Шикади это «теневые существа с дальней стороны галактики», которые строят Машину Армагеддона на планете Корат III и желают уничтожить всю галактику. Эпизод заканчивается тем, что Кин отправляется остановить их.
В The Armageddon Machine Кин отправляется на гигантскую космическую станцию Машины Армагеддона и уничтожает её подсистемы, расположенные на каждом уровне. По пути он узнаёт, что расой Шикади управляет некая личность по имени «Ганналеч». После того как он достигает последнего уровня и уничтожает ключевую часть Машины, Шикади покидают станцию, а сам Кин исследует комнату управления с целью выяснить, зачем Шикади хотели уничтожить галактику. Там он находит записку от своего школьного соперника Мортимера Макмайра, финального босса трилогии Vorticons. В записке утверждается, что Макмайр, убитый в предыдущей игре, был всего лишь репликой, а «Ганналеч» всего лишь неудачное произношение его титула, Grand Intellect. Записка заканчивается тем, что Машина Армагеддона была всего лишь отвлекающим манёвром, а Макмайр на деле хочет уничтожить всю вселенную. После того как Кин покидает станцию, экран игры фокусируется на оставленном в комнате футбольном шлеме с двумя буквами «М».

## Разработка
В октябре — декабре 1990 года группа сотрудников компании Softdisk, которые называли себя Ideas from the Deep, разработала Commander Keen in Invasion of the Vorticons, первую игру серии Commander Keen. Эта команда Softdisk располагалась в городе Шривпорт (штат Луизиана) и разрабатывала игры для журнала Gamer’s Edge. В её состав входили программисты Джон Ромеро и Джон Кармак, геймдизайнер Том Холл, художник Адриан Кармак и менеджер Джей Уилбур. После выпуска Commander Keen in Invasion of the Vorticons по условно-бесплатной модели и получения первых 10 000 долларов США в качестве авторского гонорара от издателя Apogee Software команда планировала уйти из Softdisk и основать собственную компанию. Однако Эл Вековиус, владелец Softdisk и их начальник, узнал об их планах и заметил несанкционированное использование ресурсов компании — команда занималась разработкой игры в офисе и в рабочее время, а на выходных забирала компьютеры компании домой к Джону Кармаку для продолжения работ. Во время обсуждения с Элом сотрудники не стали скрывать свои планы. После нескольких недель переговоров Ромеро и Кармак согласились заключить контракт по созданию нескольких игр для Gamer’s Edge, выпуская по одной игре каждые два месяца. С этого момента в феврале 1991 года возникла компания id Software. Когда члены команды задумались о продолжении серии Commander Keen, для Softdisk был разработан прототип под названием Keen Dreams, с помощью которого были выполнены первые контрактные обязательства и заложена основа для улучшения движка следующих игр серии.
При разработке Invasion of the Vorticons Джон Кармак и Ромеро были заняты исключительно программированием, в то время как Адриан Кармак присоединился ближе к завершению проекта, и его художественный стиль не подошёл к игре. В результате игра в основном была сформирована личным опытом и интересами её геймдизайнера Тома Холла: красные кроссовки Кина и футбольный шлем «Грин-Бей Пэкерс» были предметами, которые Холл носил в детстве, мёртвые враги оставляли после себя трупы из-за его убеждённости в том, что детей следует обучать тому, что смерть имеет последствия, а враги основывались на его интерпретации психологических теорий Зигмунда Фрейда, таких как Ид. Распределение ролей в команде при создании Keen Dreams и Goodbye, Galaxy было аналогичным, только к началу работ по второй игре присоединился программист Джейсон Блоховяк. Движок игр был улучшен, были добавлены параллаксовая прокрутка, псевдотрёхмерный вид «чуть сверху», наклонные поверхности, поддержка звуковых карт и была изменена графика на основе отзывов игроков. Уровни были нарисованы с помощью прикладной программы Tile Editor (TEd), которая была разработана для Dangerous Dave и затем использована для всех игр серии Keen и для некоторых других, включая Wolfenstein 3D.

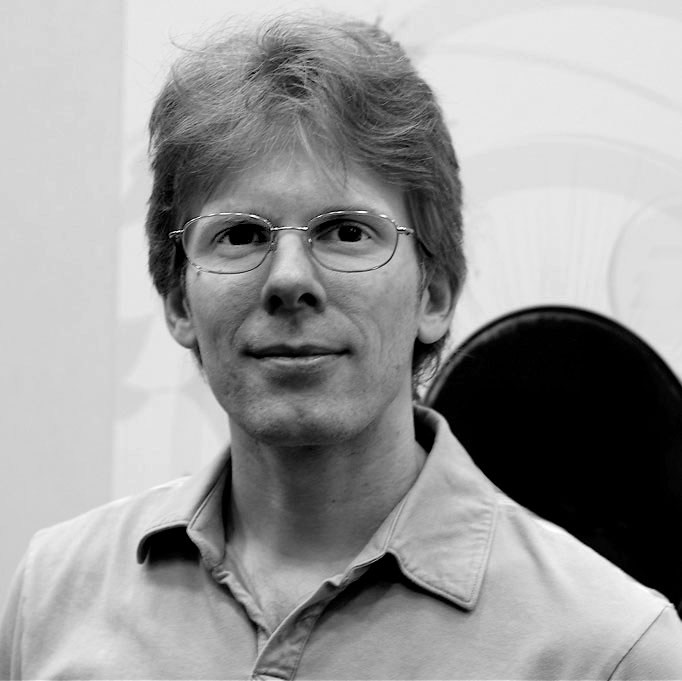
Джон Кармак в 2006 году

Для Vorticons Кармак создал технологию адаптивного обновления тайлов, с помощью которой он обеспечил боковую прокрутку на компьютерах, мощности которых не хватало для перерисовки всего экрана во время движения игрока. Во время работ над Goodbye, Galaxy Кармак хотел перемещать фон отдельно от переднего плана, но для этого мощности компьютеров не хватало. Для реализации параллаксовой прокрутки он проектировал сохранение в памяти компьютера всех комбинаций наложения элементов переднего плана на задний для отображения нужной на экране. В таком случае программно бралось из памяти заранее сформированное нужное изображение, и не требовалось вычислительной обработки. В это время Холл получил отзывы от родителей игроков, которым не понравилось то, что враги в Vorticons оставляли трупы и не исчезали, как это происходило в других играх. Он не хотел, чтобы насилие не оставляло последствий, и поэтому в Dreams заменил пистолет на шарики, которые временно оглушали противников. Результат ему не понравился, и когда он обдумывал введение сюжета Goodbye, Galaxy, то придумал энергетический пистолет, который оставлял противников оглушёнными. Музыку для Goodbye, Galaxy написал Бобби Принс.
В июне 1991 года, после того как работы по Keen Dreams были завершены, команда начала работу над трилогией эпизодов Commander Keen. Планировалась, что игра, состоящая из четвёртого по шестой эпизоды, должна была быть выпущена в виде комплекта под названием Goodbye, Galaxy, аналогично первому: с помощью Apogee, при этом четвёртый эпизод должен был быть выпущен бесплатно, мотивируя игроков к покупке остальных двух. Бета-версия четвёртого эпизода, Secret of the Oracle, была закончена к августу, и Ромеро отправил её на тестирование канадскому фанату Марку Рейну. Ромеро был поражён списком ошибок, который Рейн прислал в ответ, а также его деловым чутьём, и пригласил его в компанию в качестве президента на испытательный срок в шесть месяцев. Через несколько недель после найма Рейн с целью вывода id на коммерческий рынок заключил сделку с FormGen: шестой эпизод должен был стать не частью условно-бесплатной трилогии, а отдельной игрой, издаваемой в розницу. Сделка была подписана, но Скотт Миллер из Apogee был встревожен — он чувствовал, что отсутствие полной трилогии для условно-бесплатной игры может повредить её продажам.
В августе 1991 года команда переехала из Шривпорта в Мэдисон, родной город Холла, оставив на прежнем месте Уилбура, который не хотел уходить со своей работы в Softdisk. Однако они взяли с собой программиста Джейсона Блоховяка, который работал с ними в Softdisk и жил в одном доме с Джоном Кармаком и Уилбуром. После переезда команда начала работать в квартирах с тремя спальными комнатами, и Джон Кармак жил в одной из них. С августа по декабрь они работали там над Goodbye, Galaxy, затем над остальными играми для Softdisk и потом над Commander Keen in Aliens Ate My Babysitter, которая стала отдельной игрой. Изначально Apogee анонсировала в своём каталоге выход игры 21 сентября 1991 года, однако он не состоялся. С дальнейшими заморозками они стали проводить всё больше и больше времени на дому, делая игры, одной из которых стала Wolfenstein 3D. При этом шестой эпизод — Aliens Ate My Babysitter — был разработан раньше пятого из-за того, что для него был выбран другой издатель. Пятый эпизод — The Armageddon Machine — был разработан менее чем за месяц.

## Приём
| Награды            | Награды                                                                  |
| Издание            | Награда                                                                  |
| ------------------ | ------------------------------------------------------------------------ |
| PC Magazine (1992) | Лучшее развлекательное программное обеспечение (награда в составе серии) |

После выхода в декабре 1991 года продажи Goodbye, Galaxy составили «около трети» оригинальной трилогии. Для сравнения: трилогия принесла 20 000 долларов США прибыли в первые две недели и по 60 000 долларов в месяц к июлю 1991 года. Скотт Миллер из Apogee отметил, что он считает, что в низких продажах виновато отсутствие третьего эпизода, что, по его мнению, плохо сказалось на условно-бесплатной модели распространения игры. Том Холл также отмечал, что разделение повредило продажам игры, но, по его словам, «однако она всё ещё делала прилично». Журнал PC Zone в своём первом выпуске, вышедшем в 1993 году, процитировал слова распространителей условно-бесплатных игр про то, что Goodbye, Galaxy была одним из бестселлеров 1992 года, но уступала по продажам Wolfenstein 3D. Редакция IGN посчитала данную пару эпизодов самым горячим товаром Apogee.
Том Холл назвал The Armageddon Machine лучшим эпизодом серии Keen и своим любимым. В октябре 1992 года серия Keen получила награды Shareware Industry Awards в категориях Best Entertainment Software и Best Overall. В 1993 году Сэнди Петерсен сделал обозрение всей серии Commander Keen в своей первой колонке Eye of the Monitor журнала Dragon. В нём обозреватель назвал всю серию экшен-играми с «весёлой графикой» и описал их, особенно Goodbye, Galaxy, как «одни из лучших игр своего типа». Кроме этого, критик отметил, что при прохождении нужно подумать, и Петерсен похвалил игры за то, что они не «бездумно тяжёлые» и содержат много юмора в графике и игровом процессе.

## Наследие
После Goodbye, Galaxy id Software больше не сделала ни одной игры в серии Commander Keen, кроме параллельно разработанной Aliens Ate My Babysitter. На декабрь 1992 года была запланирована ещё одна трилогия эпизодов под названием The Universe Is Toast, но она была отменена после успеха Wolfenstein 3D и последующей переориентации компании на разработку Doom. Когда компания GT Interactive захотела взяться за издание Doom II, она продемонстрировала id Software свои способности в торговле, быстро продав 30 000 экземпляров Goodbye, Galaxy. Последняя игра в серии Commander Keen была разработана в 2001 году для портативной приставки Game Boy Color компанией David A. Palmer Productions в сотрудничестве с id Software и издана Activision. Goodbye, Galaxy была выпущена в составе нескольких сборников: в id Anthology 1996 года, затем в 1998 году в сборнике от Apogee, включавшем Invasion of the Vorticons и Goodbye, Galaxy, потом в 2001 году в сборнике Commander Keen Combo CD от 3D Realms и в 2014 году в составе 3D Realms Anthology. Кроме этого, игра была переиздана в 2007 году с адаптацией для запуска на эмуляторах DOS и распространялась посредством цифровой дистрибуции сервиса Steam в составе сборника Commander Keen Complete Pack.

### Комментарии
1. ↑  Награда лучших программных продуктов, распространяемых по условно-бесплатной модели.
2. ↑  с англ. — «Лучшее развлекательное программное обеспечение».